# ایلیا سلیمان

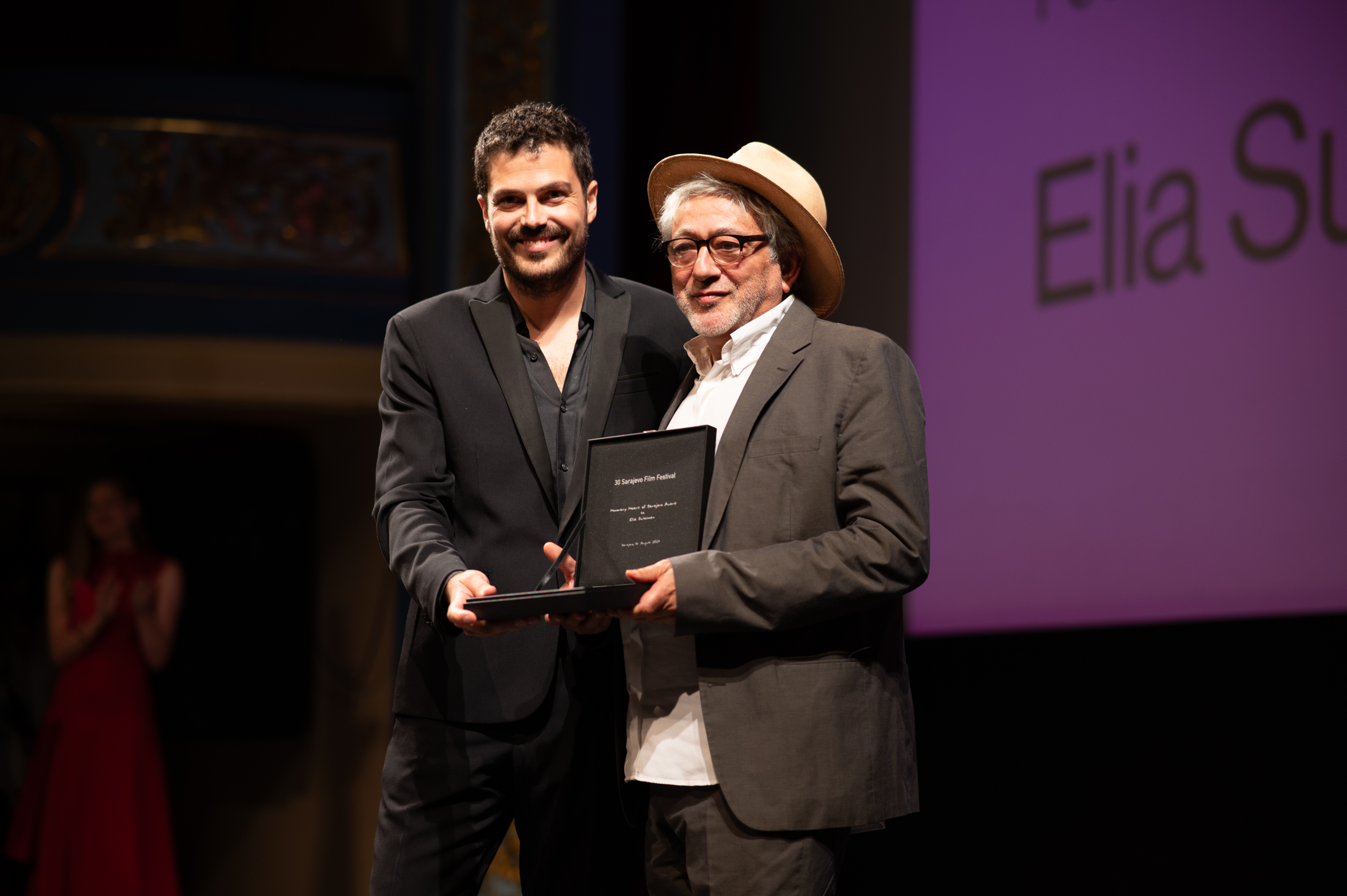
ایلیا سلیمان در حال دریافت جایزه

ایلیا سلیمان (به عبری: אליה סולימאן) (زاده ۲۸ ژوئیه ۱۹۶۰)، کارگردان و بازیگر فلسطینی-اسرائیلی است. او زاده ناصره است. او را با فیلم مداخله الهی می‌شناسند (۲۰۰۲) که جایزه کن را از آن خود کرد. روش کاری وی را با ژاک تاتی و باستر کیتون می‌سنجند.
در سالیان ۱۹۸۲–۱۹۹۳، او در نیویورک زیست و دستیار کارگردان در دیباچه‌ای تا پایان یک مناقشه (۱۹۹۰) و نیز کارگردان گرامی داشت با انتحار بود. او پس از آن به فلسطین بازگشت و در دانشگاه بیرزیت در نزدیکی رام‌الله در کرانه باختری به دانشجویان و علاقه‌مندان درس فیلم و سینما می‌دهد.

## آثار
- ۱۹۹۶ - وقایع‌نگاری یک ناپدید شدن کارگردان
- ۲۰۰۲ - مداخله الهی کارگردان و بازیگر
- ۲۰۰۹ - زمانی که می‌ماند: کارگردان
- ۲۰۱۹ - این حتماً بهشت است: کارگردان و بازیگر